# Haworthia cymbiformis
A Haworthia cymbiformis az egyszikűek (Liliopsida) osztályának spárgavirágúak (Asparagales) rendjébe, ezen belül a fűfafélék (Asphodelaceae) családjába tartozó faj.

## Előfordulása
A Haworthia cymbiformis előfordulási területe Afrika déli felén van; a Dél-afrikai Köztársaság egyik endemikus növénye.

## Változatai
- Haworthia cymbiformis var. angustata Poelln.
- Haworthia cymbiformis var. cymbiformis (Haw.) Duval
- Haworthia cymbiformis var. incurvula (Poelln.) M.B.Bayer
- Haworthia cymbiformis var. setulifera (Poelln.) M.B.Bayer

## Képek

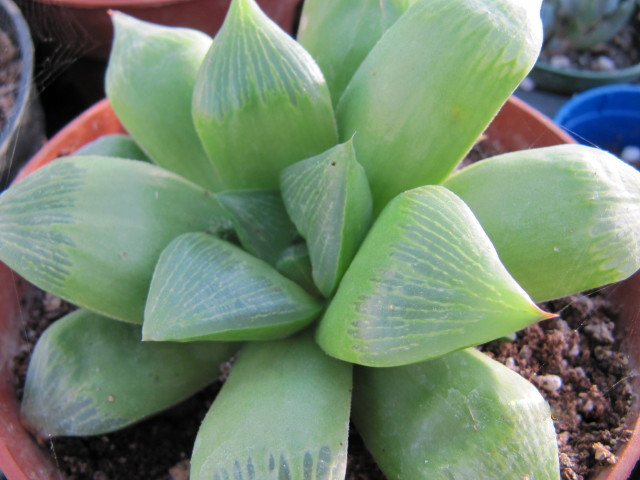
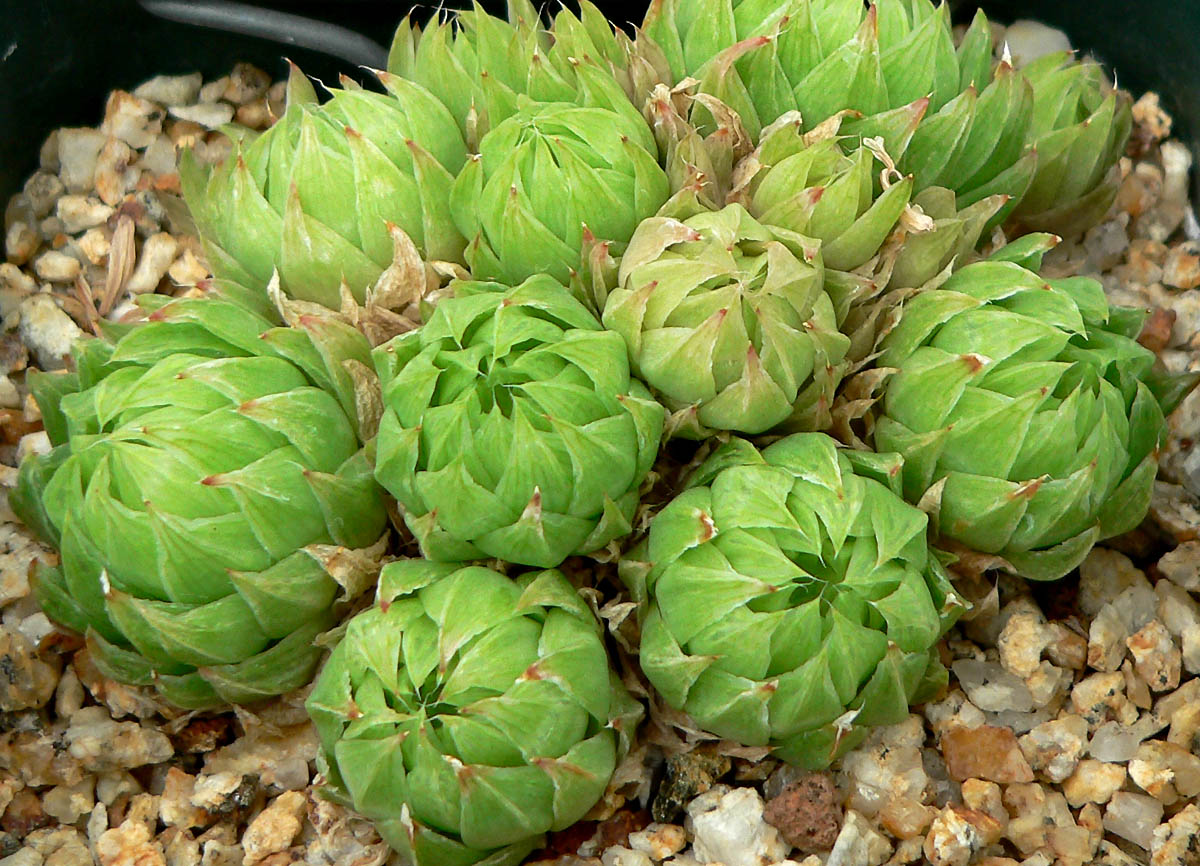
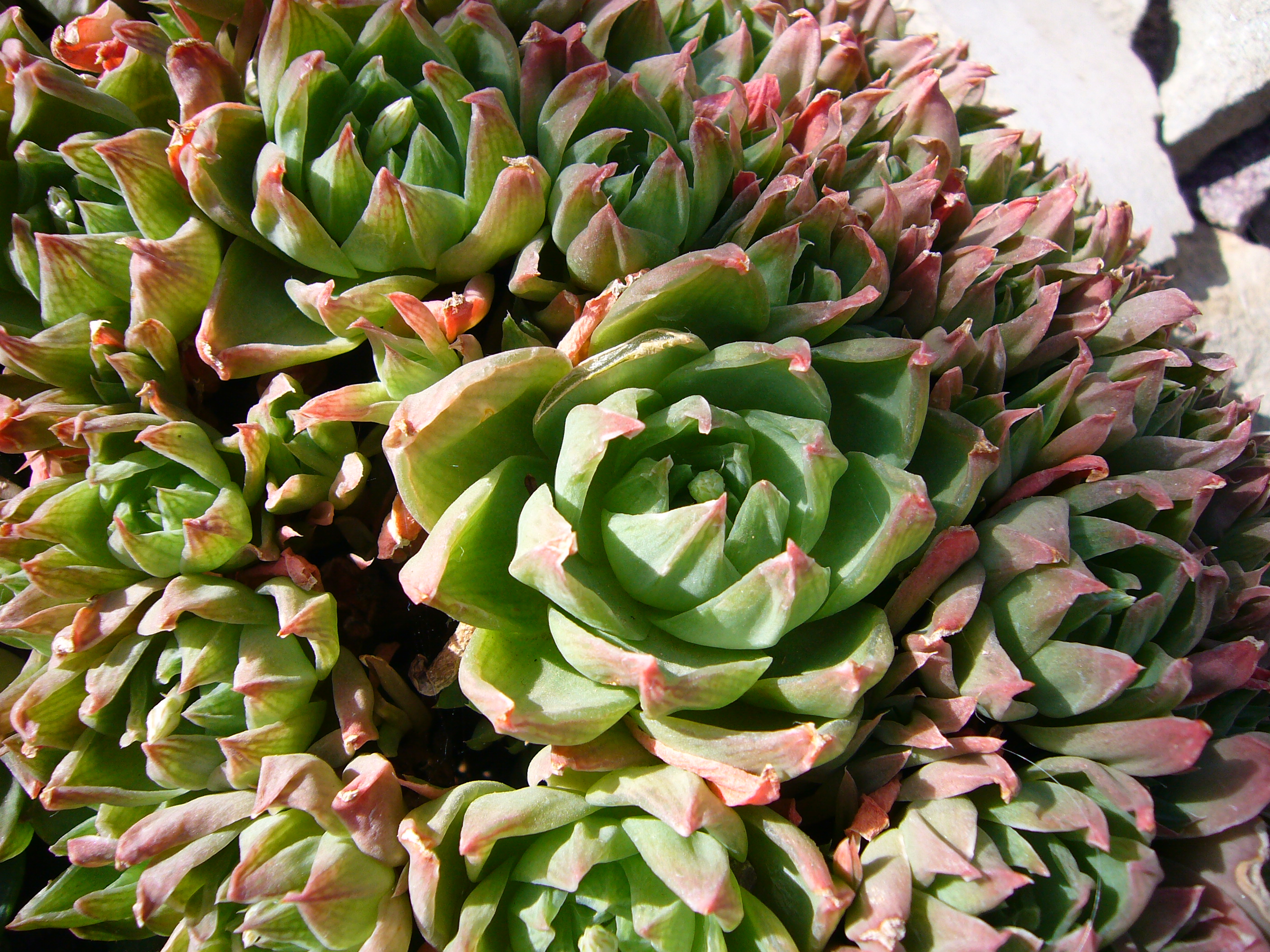
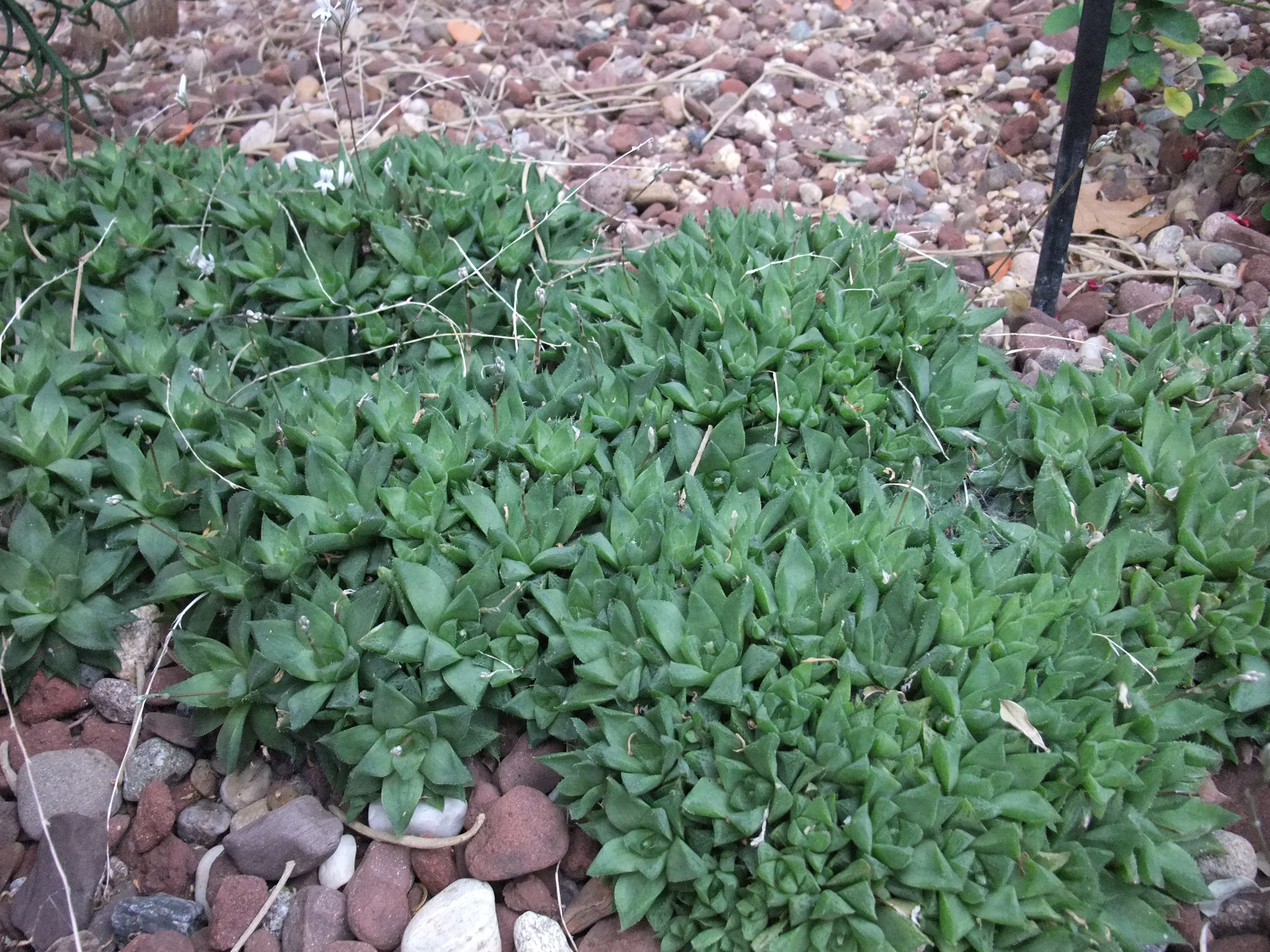
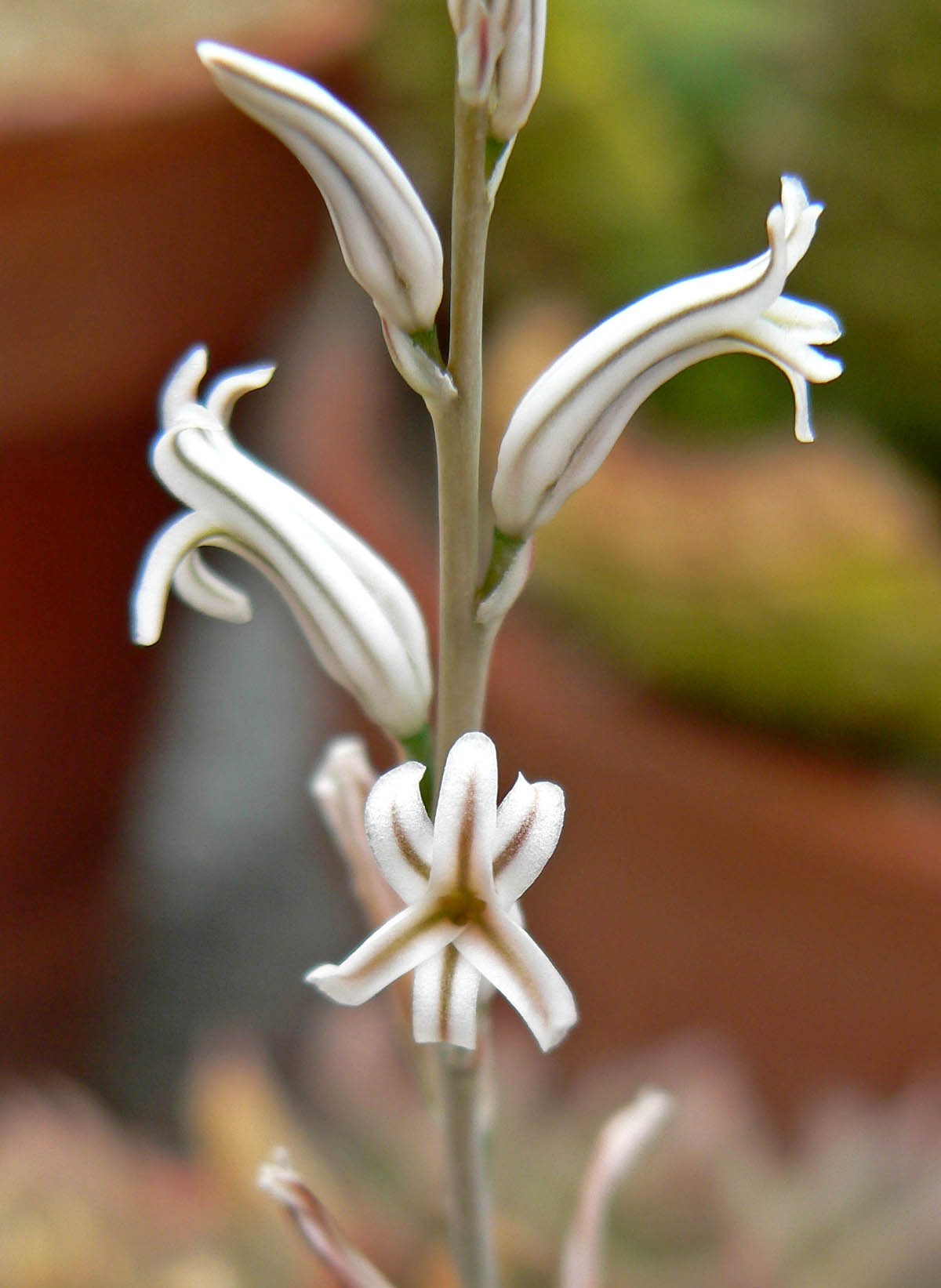
Virágai